# Ходош (Ходош)
Ходош (словен. Hodoš) — поселення в общині Ходош, Помурський регіон, Словенія. Висота над рівнем моря: 258 м.